# Pyreneosoma ribauti
Pyreneosoma ribauti är en mångfotingart som beskrevs av Jean-Paul Mauriès 1959. Pyreneosoma ribauti ingår i släktet Pyreneosoma och familjen Haplobainosomatidae. Inga underarter finns listade i Catalogue of Life.